# Liu An
Liu An a Han-dinasztia alapítójának, Liu Pang (Liu Bang) (i. e. 256–195; 劉邦) volt az unokája, Liu Csang (Liu Chang) (i. e. 199–174; 劉長) fia, Huajnan (Huainan) hercege (Huajnan vang (Huainan wang) 淮南王). Legjelentősebb műve a Huaj-nan-ce (Huainanzi) című filozófiai traktátus összeállítása (i. e. 139), amelyet egyes források taoista műnek, míg mások úgynevezett eklektikus (ca (za) 雜) alkotásnak tartanak, mivel az alapvető taoista szellemisége mellett megjelennek benne a konfuciánus és legista gondolatok is. Mindemellett költőként is számon tartják.

## Élete
Liu An a Han-dinasztia alapítójának, az első Han császárnak az unokája volt. Apja, Kao-cu (Gaozu) császár hetedik fia, Liu Csang (Liu Zhang) (劉長) i. e. 196-ban lett Huajnan (Huainan) (淮南) hercege, amely címet Liu An i. e. 164-ben kapta meg. Liu Csang (Liu Zhang)ot idősebb féltestvére, Ven (Wen) (文) császár uralkodása alatt (i. e. 180–157) felségárulással vádolták meg és Su (Shu)ba (蜀) száműzték, azonban Liu Csang (Liu Zhang) útközben önkéntes éhhalálra ítélte magát, és 174-ben meghalt. Ezt követően Ven (Wen) császár hercegi címet (hou 侯) adományozott fiainak, majd i. e. 164-ben az egykori Huajnan (Huainan)-birtokot is elosztotta közöttük. Liu An mint a legidősebb fiú a legnagyobb birtokrészt és apja címét („Huajnan (Huainan) királya”) kapta meg. I. e. 139-ben mutatta be művét az új császár, Han Vu-ti (Han Wudi) (uralk. i. e. 141–87) udvarában. Ekkor már két fiú- és egy lánygyermeke volt.
A Han állam fokozatosan szerette volna teljes mértékben hatalma alá vonni Huajnan (Huainan)t, ezért i. e. 124-ben a királyság két területi egységét mondvacsinált ürüggyel elveszik. A fiai közötti hatalmi harc következtében elrendelt császári vizsgálat i. e. 123-ban egy lázadás terveire bukkant, így elrendelték üldözését. Mielőtt azonban a letartóztatási parancs megérkezett volna, Liu An 122-ben megölte magát, birtoka pedig a Han-dinasztia adminisztrációs rendszerébe Csiucsiang (Jiujiang) (九江) tartományként került be. Élettörténetét A történetíró feljegyzéseinek 118. fejezete és a Han su (Han shu) 44. fejezete őrizte meg.
A leírások szerint Liu An már gyermekkorában kitűnt tudásvágyával, előszeretettel foglalkozott zenével és írásművészettel, ugyanakkor kevéssé vonzotta a lovaglás és a vadászat.
Liu An életével kapcsolatban legendák is léteznek. A Lun-heng (Lunheng) (論衡) 7. fejezete egy másik műre hivatkozva arról tudósít, hogy Huajnan (Huainan) hercege a megfelelő alkímiai módszerrel elkészített elixírt bevéve csirkéivel és kutyáival együtt halhatatlanként az égbe emelkedett.

## Munkássága
A Huaj-nan-ce (Huainanzi) ma ismert formájában összesen 21 fejezetből áll. Kao Ju (Gao You) (高誘; kb. i. sz. 160–220) a műhöz írt előszavában az olvasható, hogy a könyv formális irodalmi szimpózium, amely Liu An és az udvaránál (Sou-csun (Shouchun) 壽春) tartózkodó vendégek között zajlott. A hagyomány szerint Liu An herceg olyan mágusokkal (fang-si (fangshi) 方士) vette magát körbe, akik különböző mágikus technikák (su (shu) 術) birtokosai voltak (pl. forrásokat fakasztottak, hegyeket teremtettek, az évszakokat irányították, köhögéssel ködöt hoztak létre stb.). Ezek a mágusok nemcsak a mágikus hagyományokban, hanem a hagyományos konfuciánus klasszikusokban is éppúgy járatosak voltak, mint az álomelemzés, a gyógyítás vagy az alkímia tudományában. A mű fejezetei eredetileg különböző szerzők művei lehettek, így Liu An mintegy „főszerkesztőként" minden bizonnyal központi szerepet játszott a mű anyagának végső elrendezésében.
Míg Kao Ju (Gao You) taoistának nevezi a Huaj-nan-ce (Huainanzi)t, addig a Han su (Han shu) bibliográfiai fejezetének besorolása szerint az eklektikusok (ca (za) 雜) közé tartozik. Ez utóbbi részben annak a ténynek is köszönhető, hogy tematikájában olyan különböző területeket érint, mint a kormányzás, az asztronómia, a didaktikus történeti anekdoták, a topográfia, a hadászat vagy a miszticizmus. A másik eklektikusnak is nevezhető jellegzetessége, hogy konfuciánus, taoista, illetve legista nézeteket is tartalmaz.